# Бессоновское сельское поселение (Татарстан)
Бессоновское се́льское поселе́ние — муниципальное образование в Тетюшском районе Татарстана Российской Федерации.
Административный центр — село Бессоново.

## История
Статус и границы сельского поселения установлены Законом Республики Татарстан от 31 января 2005 года № 41-ЗРТ «Об установлении границ территорий и статусе муниципального образования "Тетюшский муниципальный район" и муниципальных образований в его составе».

## Население
| 2010 | 2011 | 2012 | 2013 | 2014 | 2015 | 2016 |
| ---- | ---- | ---- | ---- | ---- | ---- | ---- |
| 435  | ↘431 | ↘417 | ↘416 | ↘402 | ↗407 | ↘393 |
| 2017 | 2018 |      |      |      |      |      |
| ↘369 | ↘360 |      |      |      |      |      |

## Состав сельского поселения
| № | Населённый пункт | Тип населённого пункта       | Население |
| - | ---------------- | ---------------------------- | --------- |
| 1 | Бессоново        | село, административный центр |           |
| 2 | Верхние Тарханы  | село                         |           |